# 誰かが狙っている
『誰かが狙っている』（だれかがねらっている、Midnight Lace)は、1960年に公開されたアメリカ合衆国のスリラー映画。ジャネット・グリーンの戯曲『マチルダは火事だと叫んだ』を原作としており、匿名のストーカーに脅える女性を描く。『誰かが狙ってる』の表記もある。
監督はデイヴィッド・ミラー。主演はドリス・デイとレックス・ハリソン。 
1981年にはユニバーサル・テレビジョンによって、テレビ映画『深夜の断崖・黒いレースの女』としてリメイクされた。

## キャスト
※括弧内は日本語吹替（初回放送1969年1月12日『日曜洋画劇場』）
- キット・プレストン：ドリス・デイ（富永美沙子）
- アンソニー・プレストン：レックス・ハリソン（松宮五郎）
- ブライアン・ヤンガー：ジョン・ギャヴィン（中田浩二）
- ビー・ヴォルマン叔母：マーナ・ロイ（藤野節子）
- マルカム・スタンリー：ロディ・マクドウォール
- チャールズ・マニング：ハーバート・マーシャル
- ペギー・トンプソン：ナターシャ・パリー
- ドラ・ハマー：ハーマイアニ・バデリー
- バーンズ検査官：ジョン・ウィリアムズ
- ダニエル・グラハム：リチャード・ネイ
- ロイ・アッシュ：アンソニー・ドーソン
- ビクター・エリオット：リス・ウィリアムズ
- フォスター：リチャード・ルピノ
- ガーバー：ヘイドン・ローク
- ノラ・スタンリー：ドリス・ロイド

## スタッフ
- 監督：デイヴィッド・ミラー
- 製作：ロス・ハンター、マーティン・メルチャー
- 原作：ジャネット・グリーン
- 脚本：アイヴァン・ゴッフ、ベン・ロバーツ
- 撮影：ラッセル・メティ
- 音楽：フランク・スキナー、ジョセフ・ガーシェンソン、ジョー・ラピス、ジェローム・ハワード、マックスウェル・アンダーソン